# Джозеф фон Штернберг
Джо́зеф фон Ште́рнберг (нім. Josef von Sternberg; справжнє ім'я — Jonas Sternberg; 29 травня 1894, Відень, Австро-Угорщина — 22 грудня 1969, Голівуд) — американський режисер, продюсер, сценарист та композитор австрійського походження.

## Біографія
Йонас Штернберг народився у Відні в єврейській сім'ї підприємця Мойсея Штернберга і його дружини Серафіни. 1901 року батько забрав його з сім'єю в Америку, де сподівався почати нове життя. 1904 року після безуспішних спроб закріпитися в США подружжя Штернбергів повернулося вже з п'ятьма дітьми до Відня. 1909 року сім'я знову відправилася в Америку; Йонас Штернберг жив на випадкові заробітки. За його спогадами, сім'я існувала на межі прожиткового мінімуму. З 1911 року Штернберг працював у майстерні з ремонту фільмів, яка пізніше увійшла до складу кінопрокатної фірми World Film Corporation (WFC). 1914 року WFC уклала з ним постійний контракт, і він зробив там кар'єру. У його завдання входив монтаж і виготовлення інтертитрів (написів) до фільмів. 1917 року зі вступом США в Першу світову війну його призвали на два роки в армію, і він служив у Вашингтоні. 1923 року Штернберг переїхав до Голівуду і працював асистентом режисера. Оскільки продюсери віддавали перевагу аристократичним іменам, в титрах його оголосили «Джозефом фон Штернбергом». Він вирішив зберегти це ім'я.
Влітку 1924 року за власним сценарієм Штернберг зняв перший фільм як режисер — «Мисливці за спасінням» (The Salvation Hunters). За ініціативою Чарлі Чапліна «Юнайтед Артістс» купила цей фільм для прокату. У лютому 1925 року він вийшов на екрани і мав величезний успіх. Штернберг уклав контракт з «Метро-Голдвін-Майєр», але вже після другого фільму покинув студію. 1926 року він одружився з актрисою Різою Ройс.
З 1927 по 1935 рік Штернберг працював на студії «Парамаунт». 1927 року його фільм «Підземний світ» став важливою віхою в розвитку жанру ганстерського кіно. 1928 року на екрани вийшли такі його фільми, як «Останній наказ» і «Пристані Нью-Йорка» (The Docks of New York). У «Останньому наказі» він уперше працював з німецьким актором Емілем Яннінгсом, який за виконання ролі російського генерала, що став у Голлівуді статистом, здобув премію американської кіноакадемії «Оскар».
У 1929 році Штернберг зняв свій перший звуковий фільм «Грім і блискавка» і ще до прем'єри поїхав до Німеччини. 1930 року за ініціативою Еміля Яннінгса на студії УФА він зняв фільм «Блакитний ангел» за романом «Вчитель Унрат» Генріха Манна. Попри опір керівництва студії, на головну роль він запросив маловідому берлінську актрису Марлен Дітріх, яка завдяки цій роботі набула міжнародної популярності. Штернберг розвівся з Різою Ройс. З 1931 по 1935 рік у Голівуді він зняв шість фільмів з участю Марлен Дітріх, серед яких «Марокко» (1931), «Білява Венера» (Die Blonde Venus, 1932) і «Шанхайський експрес» (1932). Успішна співпраця з Дітріх обтяжувало його особисте життя через чутки про їх інтимні стосунки. Штернберг розірвав робочу угоду.
У січні 1933 року, незадовго до приходу до влади Гітлера, Штернберг знову приїхав в Берлін, але зрозумів, що політична обстановка не сприяла співпраці з УФА. Її шеф Альфред Гугенберг підтримував Гітлера і НСДАП. Штернберг повернувся до Голівуду.
У 1935 році він перейшов на студію «Коламбія», оскільки «Парамаунт» віддала перевагу Ернсту Любіча. Але вже після другого фільму розірвав контракт.
У 1938 році австрійський уряд запропонував йому пост уповноваженого з питань кіно. Він сподівався використати своє положення в цілях антинацистської пропаганди в країні. Але в силу «аншлюсу» Австрії ці плани не вдалося реалізувати. Штернберг пережив нервовий зрив і творчу кризу.
У 1939 році на початку Другої світової війни він зняв фільм «Сержант Медден» (Sergeant Madden) для «Метро-Голдвін-Майєр», а в 1941 році у момент вступу США у війну — «Шанхайський жест» для «Юнайтед Артістс». Знімання ускладнилося його поганим фізичним станом. 1943 року за замовленням департаменту військової інформації Штернберг зняв документальний фільм «Місто» (The Town) про містечко Медісон в штаті Індіана.
У 1945 році він одружився з Жан Аветт Мак-Брайд; через два роки цей шлюб було розірвано. 1947 року Штернберг почав викладати на відділенні кіно Каліфорнійського університету. 1948 року переїхав з Голлівуду до Нью-Йорку, дистанціювався від своїх фільмів, оголосивши їх незрілими. У жовтні одружився з Мері Отіс Уїлнер, в сім'ї народився син.
22 листопада 1949 року Штернберг розпродав свою багату колекцію витворів мистецтва, щоб фінансувати новий фільм. 1952 року в Японії він зняв свій художній заповіт — фільм «Сага про Анатаана» (The Saga of Anathan), виробництво якого знаходилося під його повним контролем. У прокаті цей чорно-білий поетичний фільм успіху не мав.
У 1960 році Штернберг супроводжував Марлен Дітріх в її турне по ФРН, став членом Академії мистецтв в Західному Берліні.
22 грудня 1969 року Штернберг помер у Голлівуді. Похований на Вествудському цвинтарі.

## Фільмографія
- 1925 — Мисливці за спасінням / The Salvation Hunters
- 1926 — Витончений грішник / Exquisite Sinner
- 1926 — Жінка біля моря / A Woman of the Sea
- 1927 — Підземний світ / Underworld
- 1928 — Останній наказ / The Last Command
- 1928 — Тенета зла / The Dragnet
- 1928 — Пристані Нью-Йорка / The Docks of New York
- 1929 — Грім і блискавка / Thunderbolt
- 1929 — Справа Лєни Сміт / The Case of Lena Smith
- 1930 — Блакитний ангел / Der blaue Engel
- 1930 — Марокко / Morocco
- 1931 — Американська трагедія / An American Tragedy
- 1931 — Збезчещена / Dishonored
- 1932 — Білява Венера / Blonde Venus
- 1932 — Шанхайський експрес / Shanghai Express
- 1934 — Кривава імператриця / The Scarlet Empress
- 1935 — Злочин і кара / Crime and Punishment
- 1935 — Диявол — це жінка / The Devil Is a Woman
- 1936 — Король йде геть / The King Steps Out
- 1937 — Я, Клавдій / I, Claudius (не закінчений)
- 1938 — Великий вальс / The Great Waltz (в титрах не вказаний)
- 1939 — Сержант Мадден / Sergeant Madden
- 1941 — Жорстокий Шанхай / The Shanghai Gesture
- 1944 — Місто / The Town (документальний)
- 1946 — Дуель під сонцем / Duel in the Sun (в титрах не вказаний)
- 1952 — Макао / Macao
- 1953 — Сага про Анатаана / The Saga of Anathan
- 1957 — Льотчик / Jet Pilot (завершений у 1947, вийшов у прокат в 1957)